# آرثر مور (نقابي)
آرثر مور (بالإنجليزية: Arthur Moore)‏ هو نقابي أمريكي، ولد في 14 مايو 1933 في الولايات المتحدة، وتوفي في 24 مايو 2013 في ليك ساكسس في الولايات المتحدة.